# Epipedobates
Epipedobates – rodzaj płazów bezogonowych z podrodziny Colostethinae w rodzinie drzewołazowatych (Dendrobatidae).

## Zasięg występowania
Rodzaj obejmuje gatunki występujące na zachód od Andów (włącznie z dolnymi, zachodnimi stokami) od południowo-zachodniego Ekwadoru do departamentu Chocó w zachodniej Kolumbii.

## Systematyka

### Etymologia
Epipedobates: gr. επιπεδος epipedos „na ziemi, powierzchniowy”; βατης batēs „piechur”, od βατεω bateō „stąpać”, od βαινω bainō „chodzić”.

### Podział systematyczny
Do rodzaju należą następujące gatunki:
- Epipedobates anthonyi (Noble, 1921)
- Epipedobates boulengeri (Barbour, 1909)
- Epipedobates darwinwallacei Cisneros-Heredia & Yánez-Muñoz, 2011
- Epipedobates espinosai (Funkhouser, 1956)
- Epipedobates machalilla (Coloma, 1995)
- Epipedobates maculatus (Peters, 1873)
- Epipedobates narinensis Mueses-Cisneros, Cepeda-Quilindo & Moreno-Quintero, 2008
- Epipedobates tricolor (Boulenger, 1899)